# نادي إيغاليو لكرة القدم
نادي إيغاليو لكرة القدم هو نادي كرة قدم في اليونان تأسس في 3 نوفمبر 1946 يقع في أيغاليو. يلعب في الدوري اليوناني لكرة القدم الدرجة الثالثة.